# Mizérable
『Mizérable』（ミゼラブル）は、1999年5月12日に発表されたGacktのソロデビュー・ミニアルバムである。

## 概要
MALICE MIZERを1999年1月に脱退し、ソロアーティストとなったGacktが、Ver.2/3アルバムとして本作を発表した。

## 収録曲
| #         | タイトル               | 作詞      | 作曲                   | 編曲      | 時間  |
| --------- | ---------------------- | --------- | ---------------------- | --------- | ----- |
| 1.        | 「Mizérable」          | Gackt.C   | Gackt.C                | Gackt.C   | 4:56  |
| 2.        | 「Story」              |           | Gackt.C・SHIMADA YOHEI | Gackt.C   | 5:38  |
| 3.        | 「Leeca」              | Gackt.C   | Gackt.C                | Gackt.C   | 5:38  |
| 4.        | 「Lapis 〜Prologue〜」 | Gackt.C   | Gackt.C                | Gackt.C   | 4:02  |
| 合計時間: | 合計時間:              | 合計時間: | 合計時間:              | 合計時間: | 20:14 |

1. Mizérable
2. Story
作曲において、MALICE MIZER時代から交流のある島田陽平との共作の形を採っている。
後に6thシングル「再会 〜Story〜」としてリアレンジバージョンが発売された。
3. Leeca
4. Lapis 〜Prologue〜

## 参加ミュージシャン
- チャック・ライト - ベース
- マット・ソーラム - ドラムス
- ブルース・ドゥコフ - ヴァイオリン